# Paul Smith (stilista)
Paul Smith (Nottingham, 5 luglio 1946) è uno stilista britannico.
Il suo stile è particolarmente riconoscibile per le caratteristiche fantasie a righe ed il suo gusto per lo stile Dandy, che lo ha fatto apprezzare sia dalla critica che dal pubblico.
Paul Smith è tra gli stilisti inglesi più famosi della sua generazione: ha vestito membri dell’establishment come Tony Blair, ma anche rockstar, attori, uomini d’affari e studenti di tutte le età. Il suo stile è trasversale, in bilico tra sartoria classica e humour, austerità e colore, temi scozzesi e note rock. Lui lo definisce "classic with a twist". Nel 2000, con 30 anni di carriera alle spalle, è stato insignito del titolo reale di Cavaliere da parte di Elisabetta II, mentre dal 2007 è membro onorario del Royal Institute of British Archite.
Paul Smith nasce nel 1946 in una cittadina del Nottinghamshire. All’età di 15 anni lascia la scuola e inizia a lavorare in un grande magazzino di abbigliamento, ma né il suo primo lavoro, né l’eredità familiare (suo padre era un sarto) sembrano incoraggiarlo verso un futuro nella moda. Il suo idolo, piuttosto, è Gino Bartali e il suo sogno è una carriera agonistica nel ciclismo. Un’ambizione che però viene gelata da un incidente che lo costringe in un letto d’ospedale per 6 mesi.
Durante la convalescenza Paul Smith conosce alcuni studenti dell’Istituto d’Arte di Nottingham. Frequenta lezioni di sartoria e inizia a lavorare in Savile Row, a Londra. Nel 1969 conosce Pauline Denyer, la sua futura moglie. È lei, nel 1970, a convincerlo ad aprire la sua prima boutique di abbigliamento, a insegna Paul Smith Vetements Pour Homme. "In realtà devo tutto a lei – ha raccontato lui dopo. "Mi ha insegnato molto dal punto di vista tecnico, ha studiato moda al Royal College e quando ero agli inizi mi ha istruito sull'arte del cucire applicazioni, sulle proporzioni e molto altro. Ma mi ha anche insegnato a restare con i piedi per terra. La lezione più utile di tutte". Lo shop al 10 di Byard Lane, a Nottingham, diventa la prima boutique fuori Londra a distribuire griffe come Kenzo e Margaret Howell, affiancate da capi disegnati dallo stesso Paul Smith.
Nel 1976 il designer presenta a Parigi la sua prima collezione maschile con la label che porta il suo nome, debutto che lo spinge ad allargare il business retail con un opening a Londra, in Covent Garden, nel 1979. Il successo delle vendite giustifica altre due aperture nella capitale inglese, nel 1982 e nel 1983, mentre il primo negozio oltreoceano, a New York, viene inaugurato nel 1987. Tre anni dopo, Paul Smith inizia a sperimentare con la moda per i più piccoli, mentre nel 1993, scoprendo il fascino crescente dei suoi outfit maschili sulle donne, lo stilista lancia la sua prima collezione femminile.
Due anni dopo la Paul Smith Limited viene premiata con il Queen’s Award per la sua crescita all’estero (Parigi, Milano, New York, Tokyo e Hong Kong sono solo alcune delle piazze internazionali in cui la moda di Smith è riuscita a imporsi) e il Design Museum di Kensington High Street, a Londra, gli dedica la retrospettiva True Brit per i 25 anni di carriera. Nel 2000 viene nominato Cavaliere dalla regina Elisabetta II, mentre dal 2007 è membro onorario del Royal Institute of British Architects.
Dandy e casual. Il classico inglese e lo charme francese. Nelle collezioni di Paul Smith, soprattutto nelle linee maschili, convivono anime diverse: le silhouette sono sottili e un po’ disordinate, i completi formali vengono sdrammatizzati da gilet scozzesi e cravatte dal nodo semplice. Le righe sono uno dei simboli del brand. Paul Smith le ha introdotte nelle collezioni degli anni 90, disegnandole insieme al grafico Alan Aboud, e sono associate senza inibizioni ai quadri, ai colori accesi e alle fantasie. L’alta sartoria incontra il rock, per sinfonie maschili da vero lord: "Mi piace associare sobrietà pubblica e flamboyance privata. Adoro mixare cose inaspettate, cose che non pensiamo potrebbero stare insieme", ha spiegato il designer.
L’offerta di Paul Smith, oggi confluita in due sole linee dalle 12 iniziali, Paul Smith e PS Paul Smith, più asciutta, giovane ed economica, abbraccia abbigliamento maschile, femminile, accessori, calzature, profumi, orologi, porcellane e complementi d’arredo. La sua creazione più gettonata sono però i portafogli da uomo. Sono circa 300 le boutique che distribuiscono le label Paul Smith e PS by Paul Smith nel mondo. Numerose anche le collaborazioni esterne del designer inglese, tra cui si ricordano quelle con Cappellini per l’arredamento, con il brand di eyewear Oakley, con Burton per gli snowboard e con Triumph per i design di alcuni modelli di moto.
Nel 2012 ha personalizzato l'iconica macchina fotografica Leica X2 realizzata in edizione limitata.